# Michel Labourdette
 (octobre 2020).
Si vous disposez d'ouvrages ou d'articles de référence ou si vous connaissez des sites web de qualité traitant du thème abordé ici, merci de compléter l'article en donnant les références utiles à sa vérifiabilité et en les liant à la section « Notes et références ».
Pour les articles homonymes, voir Labourdette.
Michel Labourdette, également Marie-Michel Labourdette, O.P. (26 juin 1908 - 26 octobre 1990) est un dominicain français, un théologien moral. De 1936 à 1954, il est rédacteur en chef de la Revue thomiste.

## Œuvre
- Le péché originel et les origines de l’homme, Paris, Alsatia 1953
- L’Espérance, Parole et Silence, 2012
- Cours de théologie morale, Parole et Silence, 2012
- La foi, Parole et Silence, 2015
- Les actes humains, Parole et Silence, 2016
- La charité, Parole et Silence, 2016
- La prudence, Parole et Silence, 2016
- Vices et peches, Parole et Silence, 2017
- Habitus et vertus, Parole et Silence, 2017
- La justice, Parole et Silence, 2018
- La religion, Parole et Silence, 2018
- La loi, Parole et Silence, 2019